# دنينغ (نيويورك)
دنينغ (بالإنجليزية: Denning, New York)‏ هي بلدة أمريكية تقع في الولايات المتحدة في نيويورك (ولاية). يقدر عدد سكانها بـ 551 نسمة .